# Northbridge
Northbridge és una població dels Estats Units a l'estat de Massachusetts. Segons el cens del 2000 tenia 13.182 habitants.

## Demografia
Segons el cens del 2000, Northbridge tenia 13.182 habitants, 4.800 habitatges, i 3.499 famílies. La densitat de població era de 296,3 habitants/km².
Dels 4.800 habitatges en un 37,6% hi vivien nens de menys de 18 anys, en un 59% hi vivien parelles casades, en un 10,3% dones solteres, i en un 27,1% no eren unitats familiars. En el 22,5% dels habitatges hi vivien persones soles el 9,6% de les quals corresponia a persones de 65 anys o més que vivien soles. El nombre mitjà de persones vivint en cada habitatge era de 2,67 i el nombre mitjà de persones que vivien en cada família era de 3,15.
Per edats la població es repartia de la següent manera: un 27,5% tenia menys de 18 anys, un 6,1% entre 18 i 24, un 31,3% entre 25 i 44, un 21,4% de 45 a 60 i un 13,8% 65 anys o més.
L'edat mediana era de 36 anys. Per cada 100 dones de 18 o més anys hi havia 86,7 homes.
La renda mediana per habitatge era de 50.457 $ i la renda mediana per família de 62.095$. Els homes tenien una renda mediana de 42.847 $ mentre que les dones 28.093$. La renda per capita de la població era de 22.515$. Entorn del 4,3% de les famílies i el 5,3% de la població estaven per davall del llindar de pobresa.